# Alfabet georgià

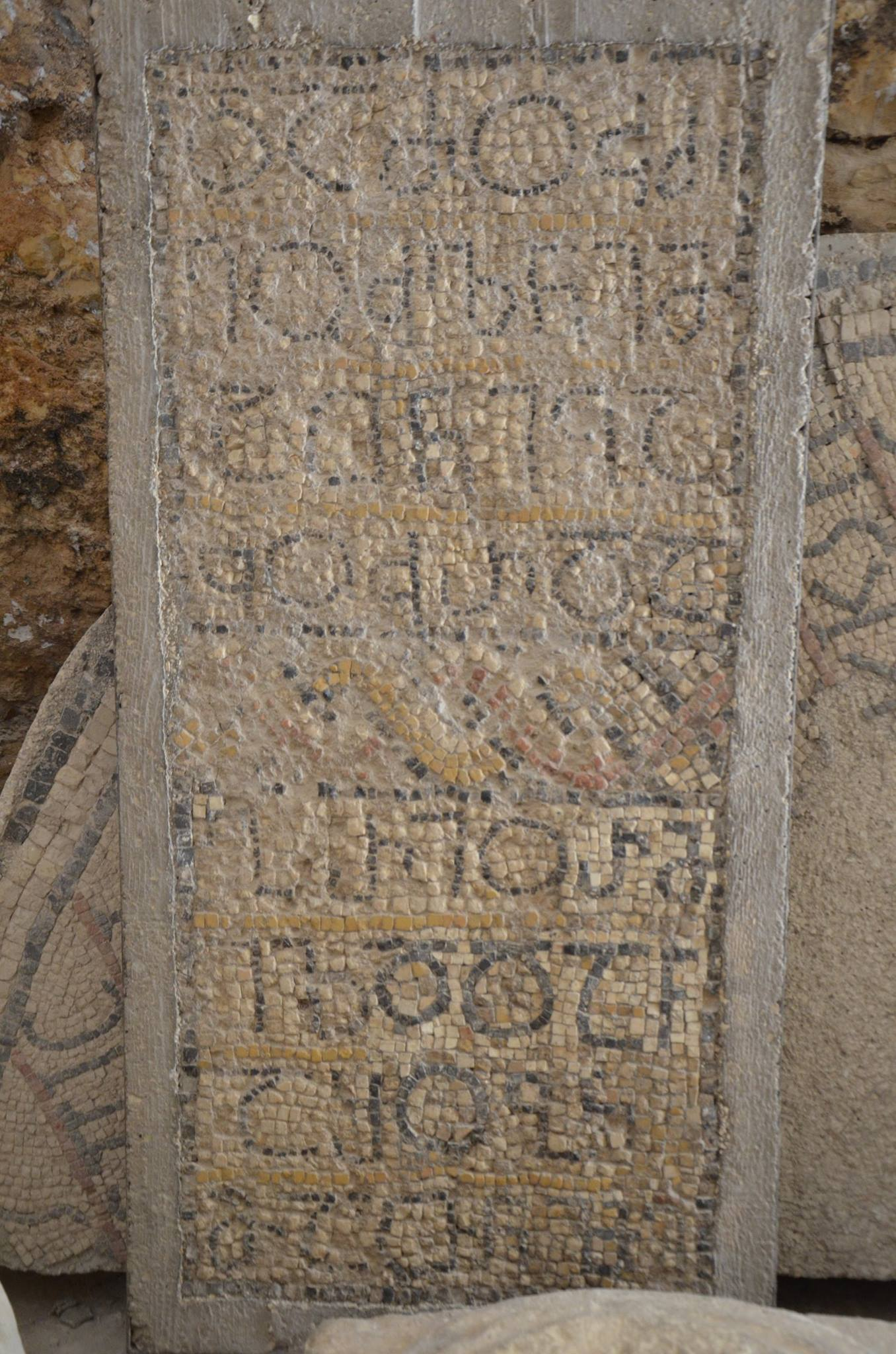
La inscripció més antiga en georgià, any 430 dC

L'alfabet georgià és utilitzat modernament per a l'escriptura en l'idioma georgià i altres llengües kartvelianes com ara el mingrelià. Històricament, va ser usat en altres llengües caucàsiques com l'osseta.
Al llarg del temps s'han fet servir tres alfabets per a l'escriptura en georgià: l'asomtavruli, el nuskhuri i el mkhedruli. Encara que els tres sistemes difereixen en aparença, tots tres són unicodi, és a dir, que no hi ha dues formes (una per a les majúscules i una altra per a les minúscules) com fa l'alfabet llatí; les seves grafies comparteixen els mateixos noms, el mateix ordre alfabètic, i els tres s'escriuen d'esquerra a dreta. El que s'usa actualment s'anomena mkhedruli (მხედრული, 'seglar' o 'escriptura militar'), aparegut al segle xi, i consta de 33 lletres, encara que originàriament en tenia 38. L'asomtavruli, també dit mrgvlovani (arrodonit), que potser creà Mesrop d'Armènia, o sigui, d'abans de Crist, és el que es fa servir per a la litúrgia religiosa i en inscripcions acompanyant icones. El nuskhuri, també en desús, es feia servir en hagiografies.
Des del 2015 l'alfabet georgià ha estat valorat com a Patrimoni Cultural Immaterial de la Humanitat i s'ha afegit a la llista de béns intangibles de la humanitat elaborada per la UNESCO el 2016.

## Mkhedruli
| lletres en mkhedruli |   |   |   |   |   |   |   |   |   |   |   |   |   |
| ა                    | ბ | გ | დ | ე | ვ | ზ | ჱ | თ | ი | კ | ლ | მ | ნ |
| ჲ                    | ო | პ | ჟ | რ | ს | ტ | ჳ | უ | ფ | ქ | ღ | ყ | შ |
| ჩ                    | ც | ძ | წ | ჭ | ხ | ჴ | ჯ | ჰ | ჵ | ჶ | ჷ | ჸ |   |

Mkhedruli (literalment significa cavaller o militar) és un terme que deriva de mkhedari (მხედარი), que es pot traduir per genet, cavaller, guerrer.
El mkhedruli, que originàriament era unicodi, té actualment dues formes, la de les majúscules s'anomena mkhedruli mtavruli (მხედრული მთავრული), o senzillament mtavruli (მთავრული; pronunciat /mtʰɑvruli/). En l'actualitat el mtavruli s'acostuma a fer servir en textos escrits totalment en majúscules, com ara rètols, títols, o per donar èmfasi a una paraula, encara que a finals del segle xix i començaments del XX es feia servir ocasionalment, com es fa en l'alfabet llatí o en el ciríl·lic, per a la primera lletra dels noms propis i a començament de frase.
El mkhedruli aparegué per primera vegada al segle x. La inscripció més antiga en mkhedruli es trobà a l'església Sionista d'Atenis i data d'abans del 982 dC. El segon text per antiguitat és del segle xi i es tracta d'un document de la cort del rei Bagrat IV de Geòrgia. Des de llavors el mkhedruli esdevingué el tipus d'alfabet més emprat al Regne de Geòrgia per a documents oficials, documents històrics, manuscrits i inscripcions. D'aquesta manera passà a ser l'alfabet dels afers civils, reials i seculars, mai emprat amb propòsits religiosos. Quan al segle xix es començaren a fer servir textos impresos, el mkhedruli quedà establert com a tipus oficial per a textos en georgià. La Societat per la Difusió de l'alfabet entre els georgians, fundada pel príncep Ilià Txavtxavadze el 1879, eliminà cinc lletres que havien esdevingut redundants:
- ჱ (he), també anomenada "ei"[10] o "e-merve" ('vuitena e'),[11] era equivalent a ეჲ ey, com en ქრისტჱ ~ ქრისტეჲ krist'ey ('Crist').
- ჲ (hie), també anomenada iota,[11] emprada en substitució de ი (ini) després de vocal, però acabà tenint la mateixa pronúncia que ი (ini) i fou substituïda per aquesta lletra. Per tant, ქრისტჱ ~ ქრისტეჲ (krist'ey, 'Crist') s'escriu ara ქრისტე (krist'e).
- ჳ (vie)[11] acabà pronunciada igual que ვი vi i substituïda, per exemple en სხჳსი > სხვისი (skhvisi, 'altres').
- ჴ (qari, hari)[11] acabà pronunciada igual que ხ (khani), i substituïda per aquesta lletra, per exemple ჴლმწიფე esdevingué ხელმწიფე ('sobirà').
- ჵ (hoe)[11] emprada en la interjecció hoi!, que ara s'escriu ჰოი.

## Asomtavruli o mrgvlovani
| asomtavruli |   |   |   |   |   |   |   |   |   |   |   |   |   |
| Ⴀ           | Ⴁ | Ⴂ | Ⴃ | Ⴄ | Ⴅ | Ⴆ | Ⴡ | Ⴇ | Ⴈ | Ⴉ | Ⴊ | Ⴋ | Ⴌ |
| Ⴢ           | Ⴍ | Ⴎ | Ⴏ | Ⴐ | Ⴑ | Ⴒ | Ⴣ | Ⴓ | Ⴔ | Ⴕ | Ⴖ | Ⴗ | Ⴘ |
| Ⴙ           | Ⴚ | Ⴛ | Ⴜ | Ⴝ | Ⴞ | Ⴤ | Ⴟ | Ⴠ | Ⴥ |   |   |   |   |

El mrgvlovani (en georgià: მრგვლოვანი), terme que deriva de mrgvali (მრგვალი), que vol dir 'arrodonit', és l'alfabet més antic dels que s'han fet servir a Geòrgia. Després se l'ha anomenat asomtavruli (en georgià: ასომთავრული; /ɑsɔmtʰɑvruli/), que vol dir 'lletres majúscules', paraula que està composta pel terme aso (ასო) 'lletra' i mtavari (მთავარი) 'principal', això es deu al fet que se n'ha fet servir en combinació amb altres, per decorar caplletres, a l'estil dels manuscrits il·luminats.
Les primeres inscripcions en asomtavruli daten del segle v; són les que es van trobar a Bir el Qutt i Bolnisi.
Del segle ix en endavant, l'alfabet nuskhuri començà a ser-hi predominant, i l'ús de l'asomtavruli quedà reduït. Tanmateix, les epigrafies de monuments, del segle x al xviii es continuaren escrivint en asomtavruli. En el darrer període l'asomtavruli esdevingué més decoratiu. En la majoria dels manuscrits georgians del segle ix que s'escrigueren en nuskhuri, l'asomtavruli es feia servir per als títols i caplletres. Tanmateix, encara es podien trobar alguns manuscrits fins al segle xi escrits totalment en asomtavruli.
En les primeres etapes d'aquesta combinació de nuskhuri i asomtavruli, les grafies en asomtavruli es distingien per ser de mida més gran o per estar en tinta de color vermell, però amb el temps, a partir del segle x, la seva forma tingué una elaborada decoració. L'estil decoratiu en l'asomtavruli es pot fer servir per a identificar l'època d'un text; per exemple, en els manuscrits de l'època romana d'Orient quan l'art d'aquell imperi influí en el georgià, les caplletres es decoraven amb dibuixos d'ocells o altres animals. Des del segle xi, els traços anaven decorats amb flors, fletxes i dissenys geomètrics combinant línies i puntets. Els dos primers es troben en monuments dels segles xi i xii, mentre que els puntets o formes geomètriques en els del segle xviii en endavant. La importància d'un mot també estava en relació amb el color de la tinta.
La lletra დ (doni) de l'alfabet asomtavruli sol anar decorada amb peixos i ocells.
Hi ha una forma decorativa recargolada de l'asomtavruli que consisteix a barrejar lletres entre si, unint-les amb ganxos, o dibuixant lletres petites dins d'altres lletres més grans. Aquest estil s'emprà principalment per als títols de manuscrits, encara que també se'n pot trobar en alguna inscripció.

## Nuskhuri
El nuskhuri (en georgià: ნუსხური; /nusxuri/) és el segon tipus d'alfabet, per antiguitat, emprat per l'idioma georgià. La paraula nuskhuri ve de nuskha (ნუსხა), que vol dir 'llista' o 'quadre informatiu'. El nuskhuri aviat es combinà amb l'asomtavruli, de la manera que ja s'ha descrit en l'apartat anterior. Aquesta combinació s'anomena khutsuri (en georgià: ხუცური, que vol dir literalment 'clerical', terme derivat de khutsesi, ხუცესი 'clergue'), i es feu servir en hagiografies.
El nuskhuri aparegué per primer cop al segle ix com a variant gràfica de l'asomtavruli. La inscripció més antiga data del 835 i és a l'església sionista d'Atenis. Els manuscrits més antics que s'han trobat del nuskhuri daten de l'any 864. Aquest alfabet adquirí predominància sobre l'asomtavruli des del segle x.
Els caràcters en nuskhuri varien en alçada; alguns són de traç ascendent i altres de traç descendent, i estan inclinats cap a la dreta. Les lletres tenen forma angulosa, amb una notòria tendència a la simplificació de les formes emprades en l'asomtavruli. Això permeté una escriptura més ràpida.

## Lligadures, abreviacions i cal·ligrafia
L'asomtavruli sovint pren formes estilitzades i els escriptors que el fan servir acostumen a emprar lligadures, lletres entrellaçades i lletres ficades dins d'altres formant monogrames.
El nuskhuri també pot ser molt estilitzat. Els escriptors formen lligadures i abreviacions per a les nomina sacra, que inclouen diacrítics anomenats karagma, que recorden el titlo de l'alfabet ciríl·lic. Atès que alguns materials com la vitel·la eren escassos i cars, convenia fer abreviacions en l'escriptura de manuscrits i hagiografies del segle xi.
El mkhedruli entre els segles XI i XVII emprà dígrafs fins al punt de fer-los obligatoris segons un complex sistema.

## Puntuació
En asomtavruli i en nuskhuri es fan servir diverses combinacions de puntuació per separar mots, frases, aclariments i paràgrafs. En les inscripcions de monuments i en manuscrits dels segles V al X, les separacions es feien amb guionets, com ara −, = i =−. Al segle x s'introduí l'ús del parèntesi que contenia un punt (·), dos (:), tres (჻) i sis (჻჻), posteriorment substituïts per petits cercles, idea creada per Ephrem Mtsire per indicar pauses en la lectura de menys o més durada. Un punt indicava una aturada menor (el trencament d'una paraula), dos punts separaven o marcaven paraules especials, tres punts indicaven una aturada major (com ara un nom en aposició i en títols que acompanyen el nom de persones, per exemple "el sobirà Alexandre", com podeu observar en la imatge de sota, o en títols, com ja heu vist en la imatge més amunt de l'Evangeli segons sant Mateu), i sis punts indicaven el final d'una frase.
A començaments del segle xi es feien servir l'apòstrof i la coma. Un apòstrof marcava que una paraula era interrogativa, i una coma apareixia al final d'una frase interrogativa. Des del segle xii, es van substituir pel semicolon (el senyal de l'alfabet grec emprat per a la interrogació). Al segle xviii, el patriarca Anton I de Geòrgia reformà el sistema de puntuació posant comes, punt simple, punt doble, emprat per marcar si la frase estava "acabada", "inacabada" o si era el "final" d'un paràgraf o d'un text. El georgià actual s'escriu principalment amb la puntuació internacional procedent de l'escriptura en llatí.

## Ús en llenguatges no kartvelians
- En osseta fins a la dècada del 1940.[31]
- En abkhaz fins a la dècada del 1940.[32]
- En ingúix (històricament), reemplaçat al segle xvii per l'alfabet àrab i pel ciríl·lic en època moderna.[33]
- En txetxè (històricament), reemplaçat al segle xvii per l'àrab i pel ciríl·lic en temps moderns.[34]
- En àvar (històricament), reemplaçat al segle xvii per l'àrab i pel ciríl·lic en temps moderns.[35][36]
- En turc i àzeri. Hi ha un Evangeli turc, un diccionari, poemes, un llibre de medicina, que daten del segle xviii.[37]
- En persa. La traducció de l'àrab al persa dels Evangelis feta al segle xviii que es conserva al Centre Nacional de Manuscrits de Tbilisi.
- En armeni. En la comunitat armènia de Tbilisi, l'alfabet georgià es feu servir de vegades per a escriure en armeni durant els segles xviii i xix.[38]
- En rus. En les col·leccions del Centre Nacional de Manuscrits de Tbilisi hi ha alguns poemes curts escrits en rus emprant l'alfabet georgià, que daten de finals del segle xviii i començaments del XIX.
- En altres llengües caucàsiques del nord-est. S'emprà per a escriure textos en daguestaní relacionats amb les missions religioses georgianes de començaments del segle xviii.[39]

## En informàtica
El primer tipus georgià s'inclogué en l'estàndard unicode l'octubre del 1991 amb l'alliberament dels drets de la versió 1.0. Per crear el bloc georgià unicode, tingueren una important aportació l'alemany Jost Gippert, lingüista especialitzat en estudis georgians, Michael Everson, lingüista i programador americanoirlandès, que desenvolupà la font per al sistema Apple Macintosh. També van fer-hi contribucions significatives Anton Dumbadze i Irakli Garibashvili (cal no confondre'l amb el primer ministre de Geòrgia).
L'alfabet mkhedruli rebé l'estatus oficial per obtenir i obtingué el nom de domini internacionalitzat (.გე).
Les grafies del mtavruli s'afegiren a la versió unicode 11.0 el juny del 2018. Fan de lletres majúscules, encara que amb asta descendent per sota de la línia base, amb un oval central ampli, i amb la part superior lleugerament més alta que l'asta ascendent. Abans d'aquesta addició, els creadors de fonts inclogueren el mtavruli de diverses maneres. Algunes fonts anaven aparellades, una per a les majúscules i una altra versió per a les minúscules; algunes fonts unicode van situar el mtavruli en la categoria de l'asomtavruli (U+10A0-U+10CF) o en l'àrea d'ús privat, i en alguns de base ASCII.